# برنارد كوهن (مؤلف أسترالي)
برنارد كوهن (بالإنجليزية: Bernard Cohen)‏ (1963)؛ كاتب، كاتب للأطفال وروائي أسترالي.